# الأدهم (مسلسل)
الأدهم هو مسلسل تلفزيوني مصري عرض في 22 أغسطس 2009.

## القصة
تدور أحداث المسلسل حول "أدهم" الشاب المكافح الذي يعاني من ظلم أعمامه الذين أكلوا حق أبوه لسبب بسيط وهو لأن أباه تزوج من ابنة الخدامة التي تعمل في منزل جده فيقرر الهجرة من البلد عن طريق الهجرة غير الشرعية ويتعرض للصعوبات أثناء الرحلة حيث يكتشف أن المركب الذي هم عليه سيتم إغراقه بالركاب الذي هم فيه وذلك من أجل المتاجرة بأجساد البشر وبيعها على تجار الأعضاء فيعوم في البحر لمدة يومين إلى أن يصل إلى أوكرانيا وليس معه أي شيء يسد جوعه فيأكل من بقايا الطعام وإلى أن يقابل "نادين" التي تساعده وتحبه إلى أن يقف قليلاً على قدميه وتظطره الظروف إلى أن يشتغل في تجارة المخدرات ومع مرور الوقت يتزوج من "نادين" وتلحق به ابنة عمه "داليا" وتطلب منه الزواج ويتزوج منها أيضاً ويخبي على الزوجتين. يلحق به صديقه "محروس" إلى أوكرانيا ويشتغل معه دون أن يعلم أنه يشتغل في المخدرات وتتوالى الأحداث وبذكاء "أدهم" يكون من المهمين في العصابة وهو يصارع من أجل معرفة زعيم العصابة وبصفقة كبيرة يكون ثروة يعود بعدها لمصر ويشتري منزل جده الكبير الذي استولى عليه أعمامه "ناجي" و"بهجت" ويشتري أيضاً المصنع ويعيد أموال أبيه وبعدها تعرف زوجته "نادين" بأنه متزوج عليها وتذهب له إلى مصر وتكشف أمره أمام أمه وزوجته الثانية "داليا" وتعود إلى أوكرانيا ويلحق بها "أدهم" ليدافع عن نفسه. في يوم يذهب إلى قصر العصابة ويكتشف أن زعيم العصابة التي يعمل بها هو زوجته "نادين" المتخفية خلف الاسم الوهمي "مستر كافالي" زعيم العصابة وينصدم بها وبعدها يقرر الإبلاغ عن العصابة ويتم الإمساك بهم وقبل الإمساك ب"نادين" يذهب لها "أدهم" ولكن "نادين" قررت الانتحار وتنتحر أمام "أدهم" قبل أن تقع في أيدي العدالة وبعدها يعود "أدهم" إلى مصر ويعود إلى بيته الذي تربى فيه ويرفض أموال جده وأبيه والمنزل الكبير والمصنع ويبدأ حياته من جديد.

## الممثلون
- أحمد عز في دور ادهم حسن طاحون (البطل)
- صلاح عبد الله في دور ناجي طاحون (عم أدهم)
- سيرين عبد النور في دور نادين (زوجه ادهم الأولى)
- نهال عنبر في دور عواطف (والدة ادهم)
- محمود البزاوي في دور بهجت طاحون (عم أدهم)
- محمود الجندي في دور حسن طاحون (والد ادهم)
- إيمان العاصي في دور داليا ناجي طاحون (إبنه عم ادهم وزوجته الثانية)
- عايدة رياض في دور ثريا أبو حجر (زوجة ناجي)
- حنان سليمان في دور فيفي (عمة أدهم)
- سعيد صديق في دور حسيب (زوج فيفي)
- رشوان توفيق في دور يونس طاحون (جد أدهم)
- طارق الإبياري في دور يوسف (أخو أدهم)
- هبة مجدي في دور أمل (أخت أدهم)
- محمد لطفي[ ؟ ] في دور محروس (صديق أدهم)
- ضياء عبد الخالق في دور شوقي الشيمي
- محسن منصور في دور مرسي الشيمي
- مجدي مشموشي في دور فادي (أخو نادين)
- فادي إبراهيم في دور سيف (رجل أعمال لبناني)
- غرام في دور صوفيا